# Aix-en-Ergny

Aix-en-Ergny este o comună în departamentul Pas-de-Calais, Franța. În 1 ianuarie 2022 avea o populație de 201 de locuitori.